# زن تشو
زن تشو هي كاتبة خيال علمي ماليزية، ولدت في 1986.